# Arrietty - Il mondo segreto sotto il pavimento
 (借りぐらしのアリエッティ?, Karigurashi no Arrietty, lett. "Arrietty la prendimprestito") è un film d'animazione del 2010 diretto da Hiromasa Yonebayashi.
Pellicola prodotta dallo Studio Ghibli, tratta dalla serie di racconti fantasy per ragazzi Gli Sgraffignoli (The Borrowers) dell'autrice inglese Mary Norton. Gli stessi racconti nel 1997 avevano già ispirato il film I rubacchiotti per la regia di Peter Hewitt.
Il film, proiettato per la prima volta il 1º luglio 2010 in occasione del Tokyo International Forum Hall, ha segnato l'esordio alla regia del trentaseienne Hiromasa Yonebayashi che già si era messo in luce come animatore nei film La città incantata e Ponyo sulla scogliera. Alla sceneggiatura c'è Hayao Miyazaki, che aveva letto la storia in gioventù e che l'ha trasposta dall'originale ambientazione dell'Inghilterra degli anni '50 alla periferia di Tokyo del 2010.
La colonna sonora è stata curata dalla cantante e musicista bretone Cécile Corbel, scelta dallo Studio Ghibli dopo che la cantante aveva inviato un CD di prova con un biglietto di presentazione dove rivelava che i film di Miyazaki avevano ispirato la sua musica.
In Italia il film è stato presentato in anteprima il 4 novembre 2010 durante il Festival Internazionale del Film di Roma, in versione con audio originale sottotitolata in italiano, nell'ambito di una retrospettiva che il festival ha dedicato allo Studio Ghibli. Questa proiezione del film è stata la prima effettuata al di fuori del territorio giapponese. Il film è stato distribuito nelle sale cinematografiche italiane dalla Lucky Red a partire dal 14 ottobre 2011.

## Trama
La storia è ambientata a Koganei, una città alla periferia ovest di Tokyo e si svolge nel 2010.
Arrietty ha quasi 14 anni ma non è una ragazzina normale. È infatti un esserino alto non più di dieci centimetri e appartiene alla razza dei prendimprestito; vive con la sua famiglia, composta da sua madre Homily e dal padre Pod, sotto il pavimento di una grande casa di campagna, dove i "grandi" umani sono inconsapevoli della loro presenza. La famiglia di Arrietty si nutre degli scarti degli umani ed è solita "prendere in prestito" (per così dire) gli oggetti d'uso comune lasciati in giro o dimenticati, che quindi "spariscono" misteriosamente, per poi essere riutilizzati in modo creativo dai prendimprestito nella loro vita di tutti i giorni.
La vita della ragazza cambia improvvisamente quando nella grande casa viene ad abitare Shō, un ragazzo della sua età che deve trascorrere un periodo di assoluto riposo prima di un'importante operazione al cuore a cui deve sottoporsi di lì a qualche giorno. Al suo arrivo nella vecchia casa dove la madre ha trascorso l'infanzia, Shō riesce a scorgere Arietty nel giardino mentre lei si nasconde dietro una pianta. Tra i due, dopo l'iniziale diffidenza, si fa strada la curiosità reciproca che diventa, poco a poco, un profondo legame che va al di là della semplice amicizia, nonostante le differenti dimensioni ed il divieto di farsi vedere dagli umani imposto ad Arrietty dai genitori.
I due ragazzi si raccontano reciprocamente le loro storie e Shō si rende conto di avere purtroppo un destino comune ad Arrietty. Gli oltre 6 miliardi e mezzo di umani che vivono sulla Terra hanno ormai scacciato i prendimprestito, la razza a cui appartiene Arrietty, che è condannata all'estinzione: probabilmente la famiglia di Arrietty è l'ultima che ancora vive sulla Terra. Anche Shō sente vicino un triste destino: prostrato dagli anni di malattia, è convinto che non riuscirà a superare l'operazione al cuore a cui verrà sottoposto.
La nonna di Shō, che sa dell'esistenza di questi piccoli esserini ma non li scorge da anni, regala al nipote una splendida casa delle bambole che sarebbe perfetta per Arietty e la sua famiglia.
Gli incontri furtivi tra Arietty e Shō non passano però inosservati: la signora Haru (la governante delle casa) scopre la presenza della famiglia dei prendimprestito, arrivando a minacciare di rubare la casetta delle bambole, oltre che distruggere l'abitazione della famiglia di esserini,  che così si vede costretta ad abbandonare la comoda casetta che si era ricavata sotto il pavimento della grande casa di campagna.
Questo pone fine all'impossibile amicizia tra Shō ed Arrietty e i due ragazzi sono costretti a dirsi addio. Shō da questo breve incontro ha però ricavato una nuova volontà di vivere che forse potrebbe fargli superare l'operazione al cuore. Arrietty ha invece un'altra difficile sfida, trovare un nuovo modo di vivere lontano dalle comodità del progresso umano, ma più vicino alla natura, dove forse la sua razza potrà trovare una nuova forza per sopravvivere all'estinzione; così con la sua famiglia seguirà Spiller, un ragazzo selvaggio della sua specie, che qualche giorno prima aveva soccorso suo padre ferito alla gamba e che, goffamente, cerca di essere gentile con lei.
I due ragazzi non si incontreranno mai più ma Shō porterà per sempre dentro di sé il ricordo della piccola Arrietty.

### Temi
Dal film si possono estrapolare alcune tematiche: la critica al consumismo, visto che i protagonisti sono esseri che utilizzano creativamente i vecchi oggetti che altrimenti andrebbero gettati via, e la possibile convivenza tra persone "diverse" come lo sono Shō e Arrietty, i quali rispettano la diversità dell'altro.

## Colonna sonora

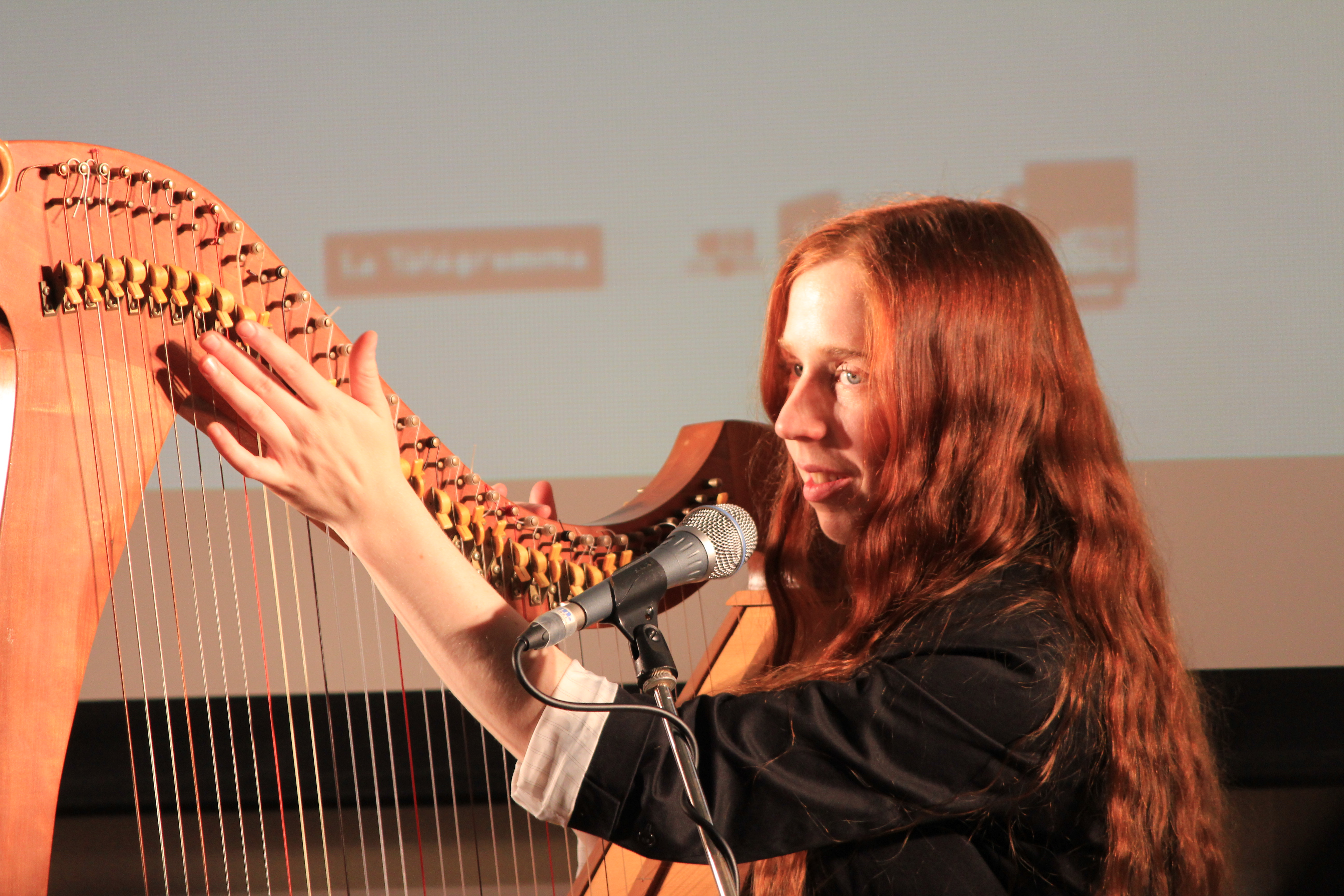
Cécile Corbel durante il suo concerto a Tokyo nel 2010

Le musiche e le canzoni del film sono della cantante e musicista bretone Cécile Corbel che ha interpretato il tema principale del film Arrietty's Song in giapponese, inglese, francese, bretone, tedesco ed italiano. Il CD della colonna sonora è uscito in Giappone il 14 luglio 2010.

### Tracce
1. The Neglected Garden
2. Our House Below (versione del film)
3. Our House Below (versione strumentale)
4. The Doll House (versione strumentale)
5. Sho's Lament (versione strumentale 1)
6. Arrietty's Song (versione strumentale)
7. The Neglected Garden (versione strumentale)
8. Sho's Waltz
9. Spiller (versione strumentale)
10. Rain (versione strumentale)
11. The Wild Waltz
12. Sho's Lament (versione strumentale 2)
13. An Uneasy Feeling
14. With You
15. The House is in Silence
16. Sho's Song (versione strumentale)
17. Precious Memories
18. Goodbye My Friend (versione strumentale)
19. I Will Never Forget You
20. Arrietty's Song
21. Tears in my Eyes
22. Goodbye My Friend

## Accoglienza

### Incassi
A seguito dell'anteprima al Tokyo International Forum Hall, Arrietty - Il mondo segreto sotto il pavimento è stato proiettato in Giappone a partire dal 17 luglio 2010 in 447 sale e nel primo weekend di programmazione ha venduto 1 038 138 biglietti con un incasso di un miliardo e 350 milioni di yen (circa 12 500 000 €). Il distributore Toho ha comunicato che, alla data del 5 agosto 2010, il film ha incassato oltre 3,5 miliardi di yen con oltre 3,7 milioni di spettatori. Alla fine dell'anno, la pellicola è risultata il film campione di incassi per l'anno 2010 in Giappone, con un totale di incassi pari a oltre 9 miliardi e 250 milioni di yen (circa 87 milioni di euro).
In Francia, il film ha avuto più di 100 000 spettatori nella settimana di debutto con un incasso di oltre un milione di euro. Complessivamente, per la pellicola in Francia sono stati venduti poco meno di 740 000 biglietti tra la sua uscita il 12 gennaio ed il 1º marzo 2011 con un incasso in quel periodo di oltre 5 milioni di euro. Il film in tutto il mondo ha incassato complessivamente 145 570 827 $.

### Critica
Il film è molto apprezzato da critica e pubblico sia in Italia sia oltre oceano. Sull'aggregatore di recensioni Rotten Tomatoes, la pellicola ha ricevuto un tasso di approvazione pari al 95% basato su 152 recensioni professionali. Il consenso della critica presente sul sito riporta: «visivamente lussureggiante, piacevolmente privo di rumori adatti alle famiglie e ancorato ad una profondità colma di sentimento, Arrietty - Il mondo segreto sotto il pavimento è all'altezza della reputazione dello Studio Ghibli». Su Metacritic il film ha ricevuto un punteggio di 80 su 100 basato su 26 recensioni, indicando un «plauso universale».
Laura, Luisa e Morando Morandini de Il Morandini assegnarono tre stelle su cinque al film: «prodotto dal mitico Studio Ghibli e diretto dall'esordiente Yonebayashi, [...] è un piccolo film poetico e malinconico, con disegni gradevoli e semplici, senza grandi effetti speciali, adatto ai più piccoli, ma forse più apprezzabile da un pubblico adulto».

## Riconoscimenti
- 2011 – Awards of the Japanese Academy
  - Miglior film d'animazione

## Altri media

### Manga
Il film è stato adattato in un anime comic pubblicato dall'editore giapponese Tokuma Shoten in quattro tankōbon.
| Nº | Data di prima pubblicazione | Data di prima pubblicazione | Data di prima pubblicazione |
| Nº | Giapponese                  | Giapponese                  |                             |
| -- | --------------------------- | --------------------------- | --------------------------- |
| 1  | 7 agosto 2010               | ISBN 978-4197701544         |                             |
| 2  | 31 agosto 2010              | ISBN 978-4197701551         |                             |
| 3  | 8 settembre 2010            | ISBN 978-4197701568         |                             |
| 4  | 25 settembre 2010           | ISBN 978-4197701575         |                             |

### Altre opere ispirate al romanzo
Nel 1997 il regista inglese Peter Hewitt ha diretto I rubacchiotti (The Borrowers), un film commedia sempre ispirato ai racconti di Mary Norton.